# Zygopetalum crinitum
Zygopetalum crinitum är en orkidéart som beskrevs av Conrad Loddiges. Zygopetalum crinitum ingår i släktet Zygopetalum och familjen orkidéer. Inga underarter finns listade i Catalogue of Life.

## Bildgalleri

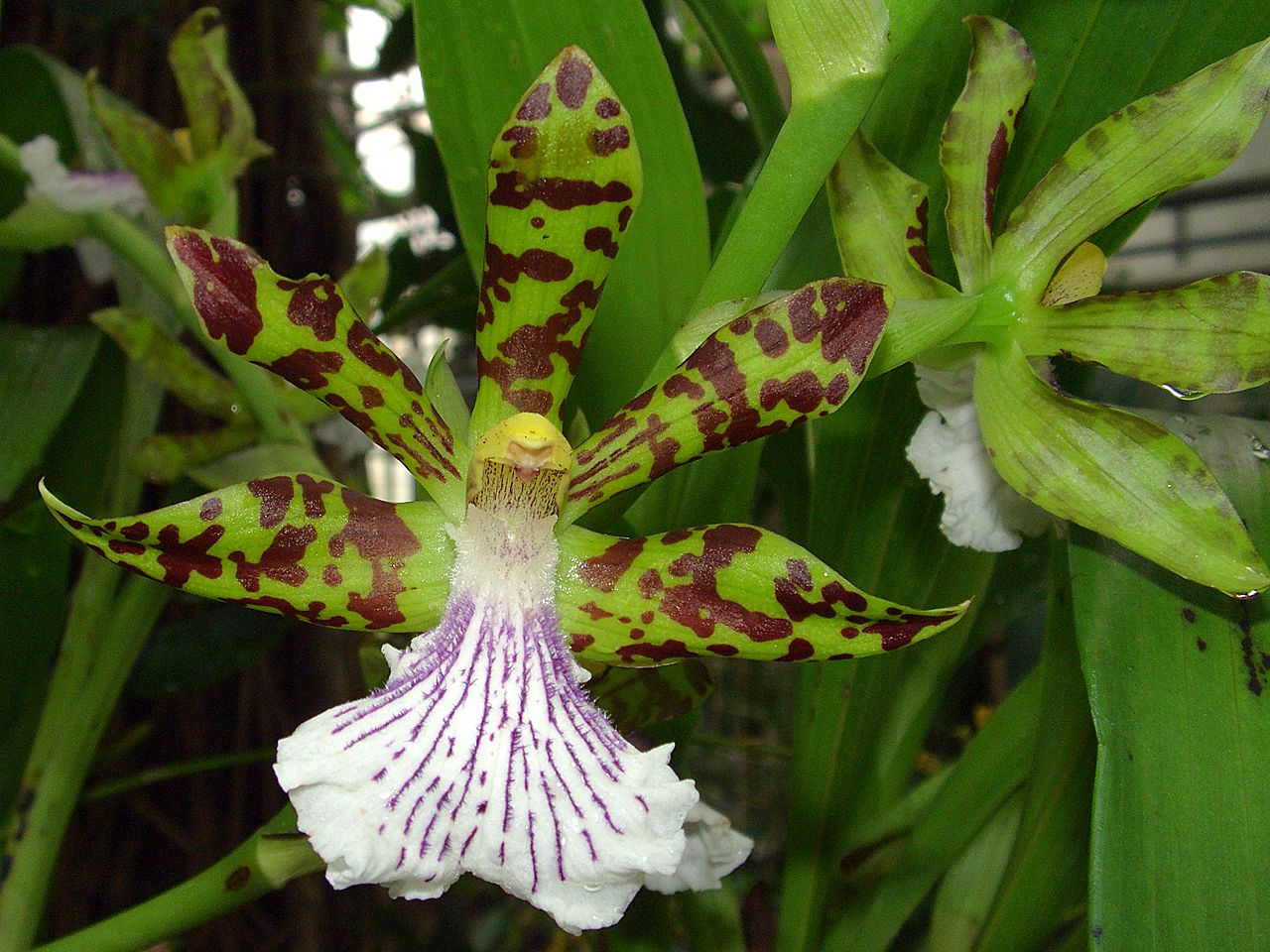
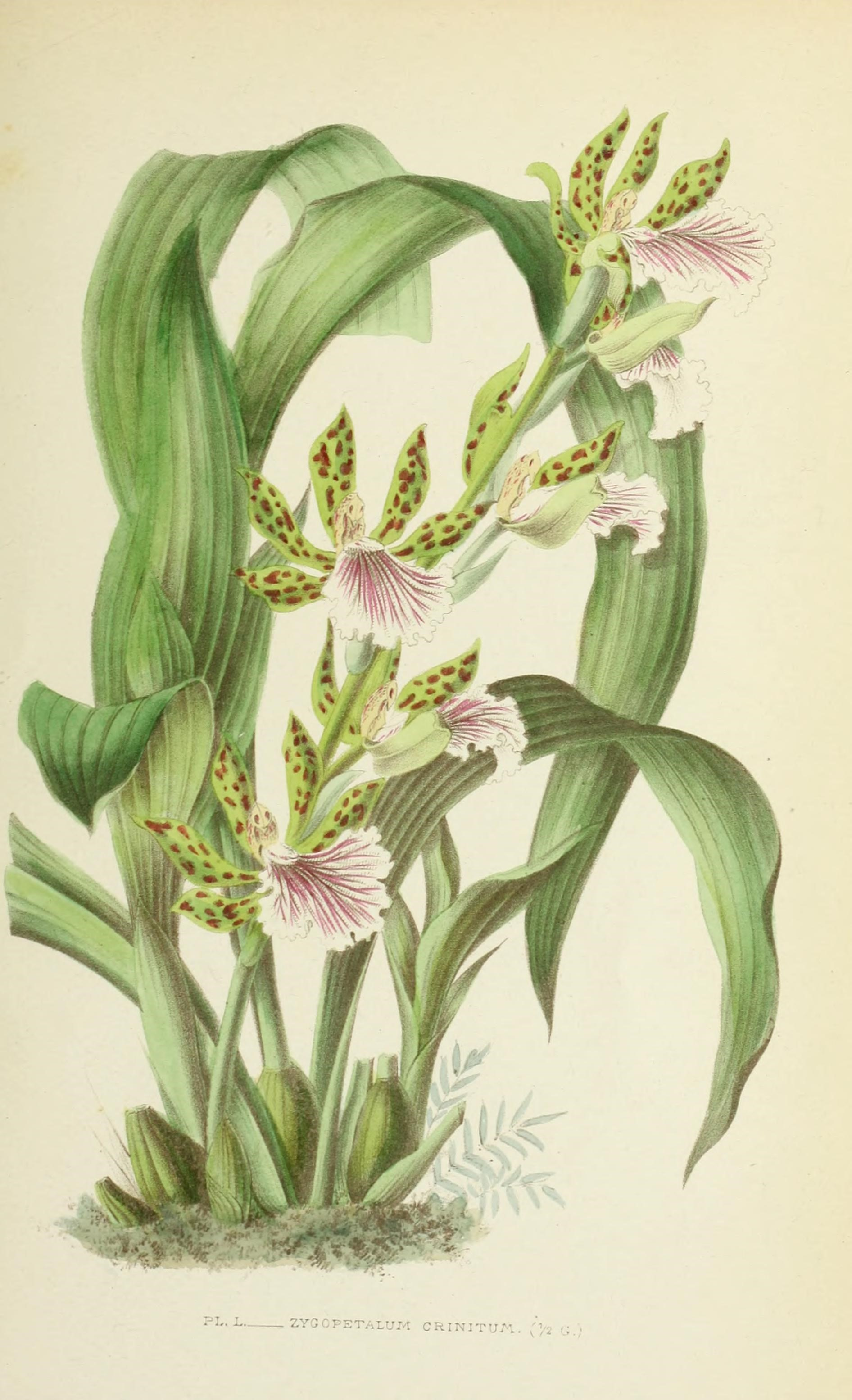